# Drepanidae
Drepanidae là một họ bướm đêm có khoảng 1000 loài được ghi nhận trên khắp thế giới. Họ này được chia thành 3 phân họ (Minet và Scoble, 1999) có cấu tạo ở tai giống nhau. Thyatirinae, trước đây được xếp là một họ có vẻ bề ngoài rất giống Noctuidae. Nhiều loài trong nhóm này có một chỏm dạng móc rõ ràng ở cánh trước.

## Hình ảnh

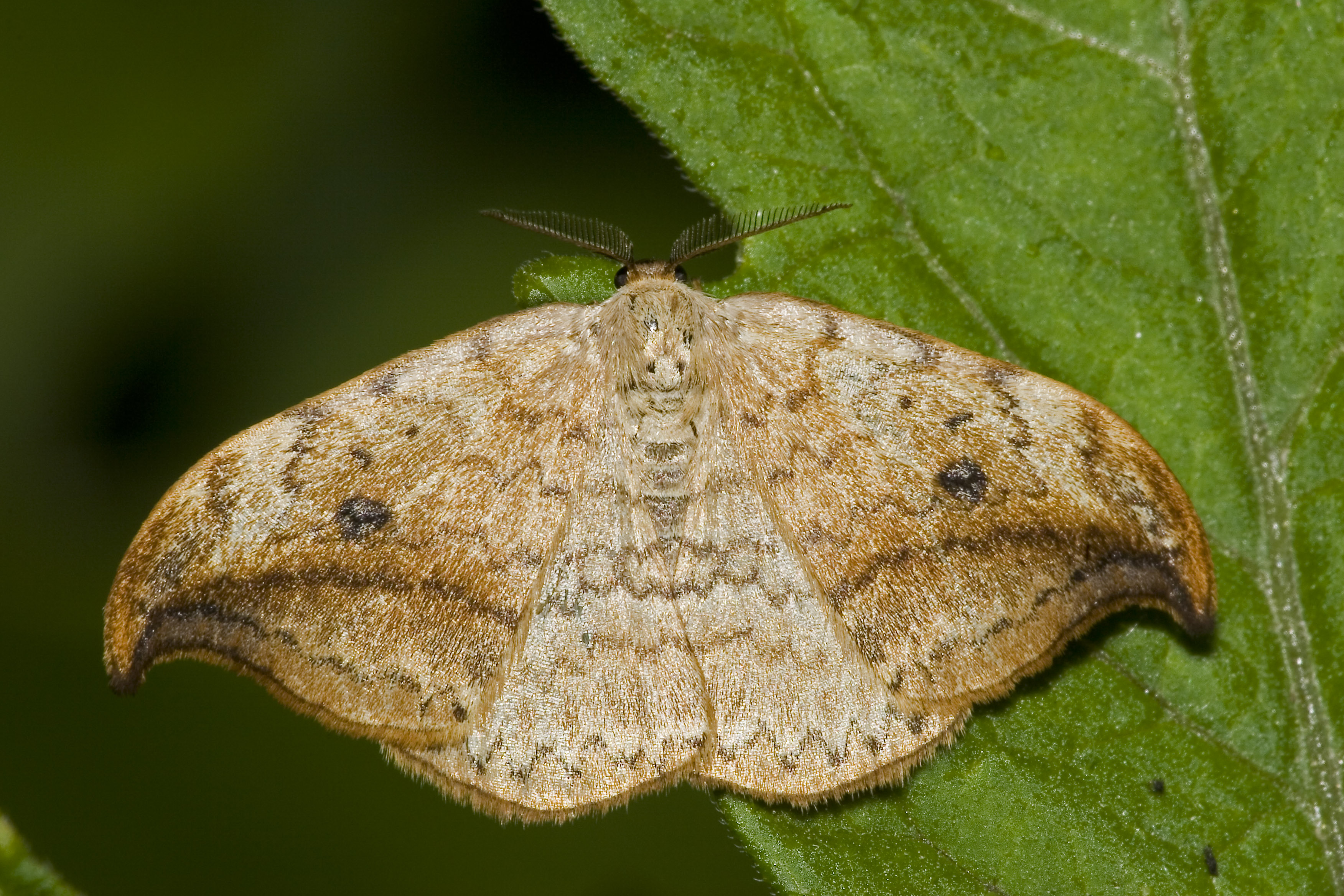
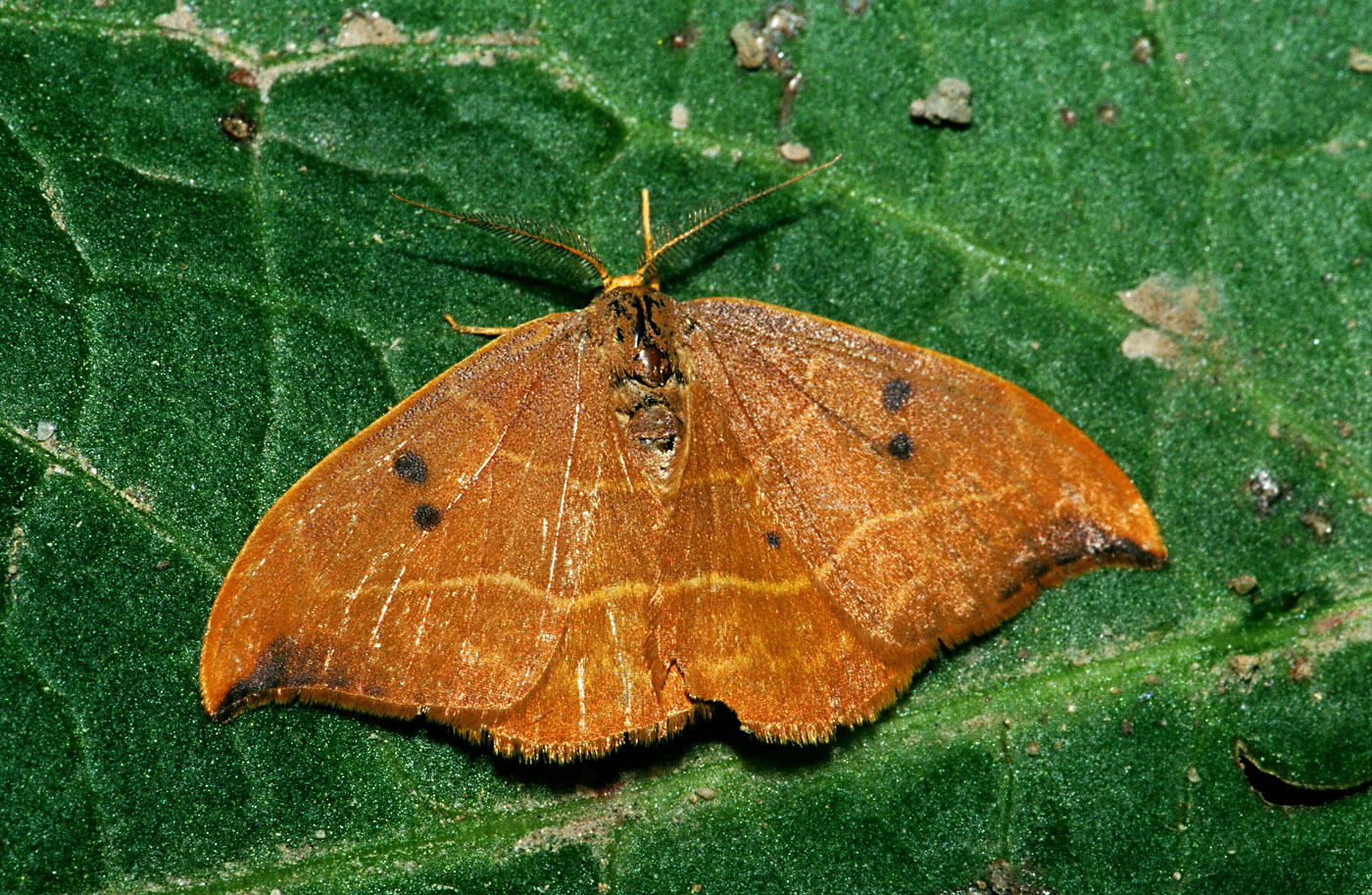
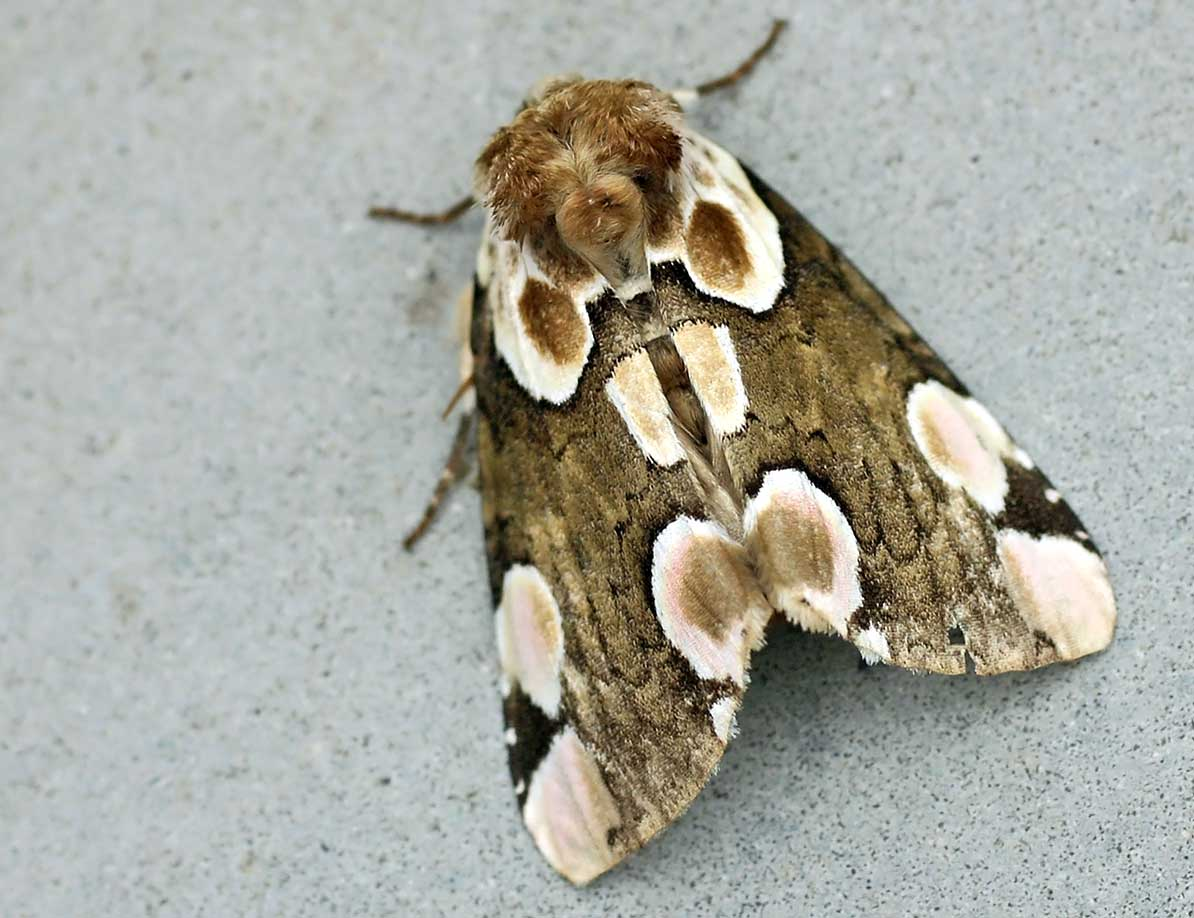
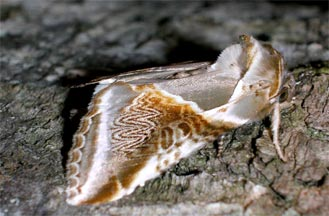

## Các loài điển hình
Có 15 loài sống ở Anh:
- Falcaria lacertinaria
- Drepana binaria
- Watsonalla cultraria
- Drepana falcataria
- Sabra harpagula
- Cilix glaucata
- Thyatira batis
- Habrosyne pyritoides
- Tethea ocularis
- Tethea or
- Tetheella fluctuosa
- Ochropacha duplaris
- Cymatophorima diluta
- Achlya flavicornis
- Polyploca ridens

Một loài sống ở Ấn Độ:
- Oreta extensa